# ワコックス
ワコックス（Wacox）は、フランスのポーランに本社を置くスクーター、ATVメーカーである。
現在は、製造拠点の多くを中国に移している。

## 製品

### スクーター
- H1
- F1ファイター4T
- E5エミリー
- GT125
- F5
- F5S
- C1
- R1
- H2